# 九原街街道
九原街街道，原为解原乡，是中国山西省忻州市忻府区下辖的一个街道办事处。2020年6月20日，经省政府批准撤乡设街道。2021年5月，将九原街街道的会里、神头2个村委会划归合索镇管辖。

## 行政区划
九原街街道共辖以下地区：
解原村、北赵村、小奇村、六石村、豆槐村、佐城村、东社村、新路村、流江村、乔村、东庄村、大庄村、上社村、西冯城村、东冯城村、土陵桥村、北张村、西庄村、外庄村、会里村、西会村、上沟村、下庄村、神头村、神头山村、李家垴村、酸刺沟村、东岭村、赶会道村。